# دختر مهتاب
دخترِ الههٔ ماه یا دخترِ مهتاب (انگلیسی: Daughter of the Moon Goddess) یک رمان فانتزی است که در سال ۲۰۲۲ توسط نویسندهٔ مالزیایی سو لین تن منتشر شد. اولین رمان تن از اساطیر چینی و افسانهٔ الهه ماه چانگ ای الهام گرفته شده‌است. این کتاب که در ۱۱ ژانویه ۲۰۲۲ توسط هارپر وویجر، اثری از هارپر کالینز منتشر شده، اولین کتاب در دوشناسی برنامه‌ریزی شده‌است. این داستان شینگین را دنبال می‌کند که برای رهایی مادرش از دست امپراتور بی‌رحم آسمانی به سفری می‌رود.